# スロバキア内務省航空局

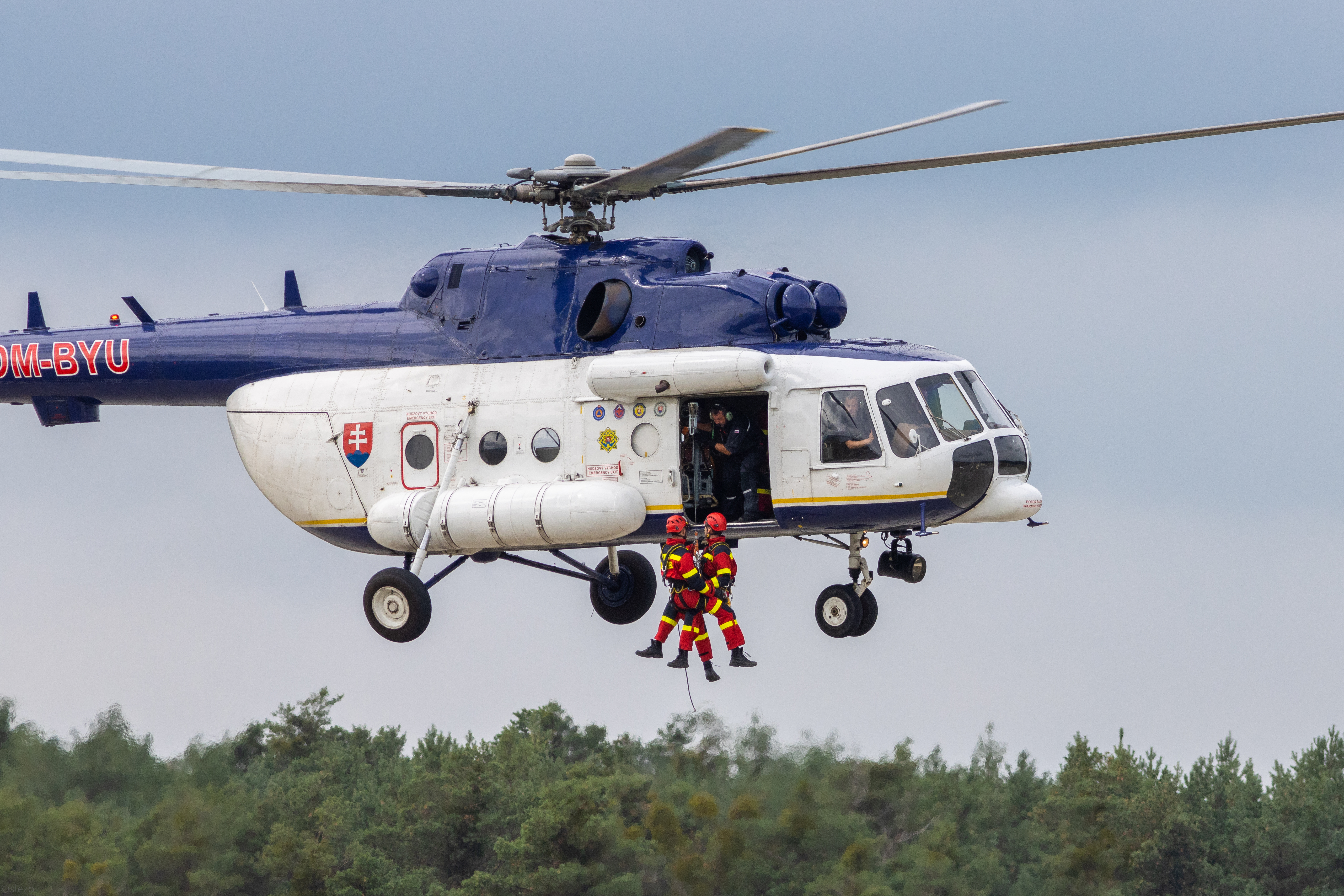
2015年に機体記号改定と新塗装化が行われたミルMi-171。側面扉窓横に内務省の紋章が、側面扉上部に業務に従事する内務省内の警察等4機関の紋章（右からPZ、HaZZ、HZS、CO）がそれぞれ標記されている

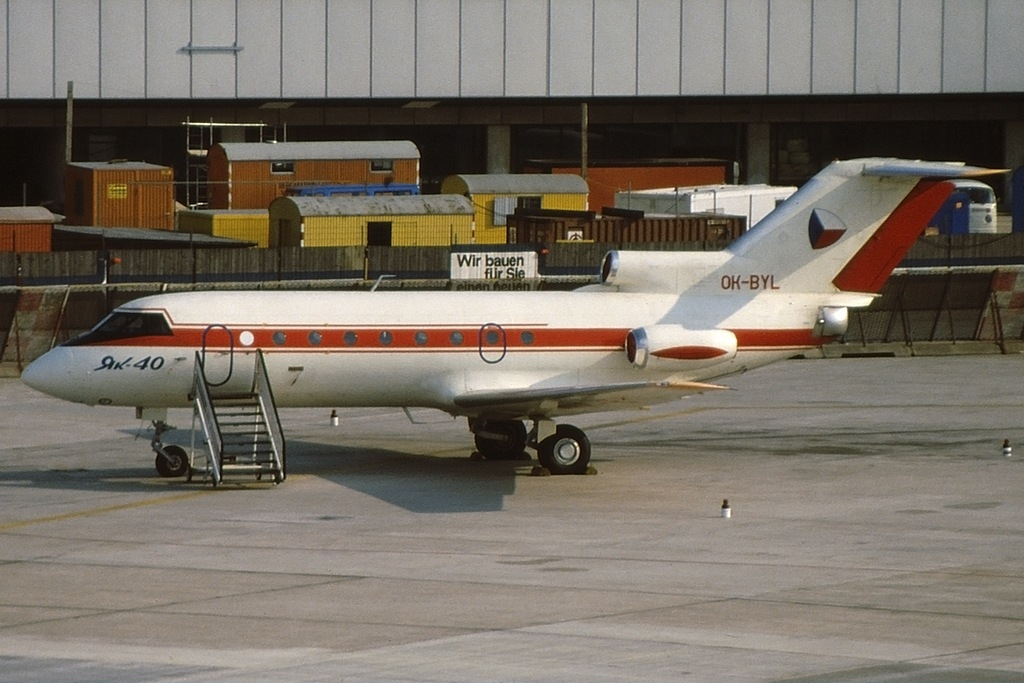
連邦内務省航空管理部時代（1985年）のヤコブレフYak-40。のちスロバキア内務省航空局に承継（OM-BYL）され2017年に退役

スロバキア共和国内務省航空局（LÚ MV SR, Letecký útvar Ministerstva vnútra Slovenskej republiky）は、スロバキア・ブラチスラヴァ市を本拠地とするスロバキア政府の航空事業体で、スロバキア共和国内務省憲法上要人および外交官保護庁（ÚODM MV SR, Úrad pre ochranu ústavných činiteľov a diplomatických misií Ministerstva vnútra Slovenskej republiky）の外局である。

## 概要
大統領・首相などの憲法で規定されている役職に就く憲法上要人（sk:Ústavný činiteľ）の輸送業務と内務省内の警察（警察隊、PZ）・消防救難（消防救助隊、HaZZ）・山岳救助（山岳救助サービス、HZS）および内務省危機管理室（SKR MV SR）が所管する市民保護（CO, Civilná ochrana）の各航空業務を主な業務とするほか、内務省の許可がある場合には商業航空運送やその他の目的で飛行することができる。本拠空港はブラチスラヴァ空港。スロバキア共和国内務省航空（Letka Ministerstva vnútra Slovenskej republiky）またはスロバキア共和国政府航空（Vládna letka Slovenskej republiky）とも呼ばれる。
憲法上要人輸送業務用の政府専用機と警察等4航空業務用のヘリコプターを運航しており、長く憲法上要人輸送業務用にツポレフTu-154MとヤコブレフYak-40、警察等航空業務用にミルMi-171を使用してきたが、2015年に警察航空業務用ベル429、2016年に憲法上要人輸送業務用エアバスA319およびネーデルランド・エアクラフトカンパニー製フォッカー100を導入した。内務省航空局の登録記号は"B"で始まる形式である。
憲法上要人輸送業務ではこれまでに、首脳専用機としてチリ、日本、アルゼンチン、オーストラリア、ニュージーランドに飛行したほか、人道支援や外国で事故や急病などに見舞われたスロバキア人の帰国輸送としてイラン、パキスタン、トルコ、スリランカ、ハイチ、エジプトなどへの飛行を行っている。発足以来航空事故は起きていなかったが、2017年5月10日、東部スロバキアのプレショウ県にある空軍基地用地内で警察業務用の新鋭ヘリコプターベル429が墜落大破し、2人が死亡する事故を起こした。

### 歴史
スロバキア共和国内務省航空局は、警察航空業務およびチェコスロバキア共産党幹部や政府高官、来訪外国首脳の航空輸送業務を目的としたチェコスロバキア社会主義共和国内務省航空課（スロバキア語:LO MV, Letecký oddiel Ministerstva vnútra）のブラチスラヴァ基地駐屯部隊として、1961年11月17日にブラチスラヴァ空港に設置された部隊を源流とする。
内務省航空課は救難業務を付加して1979年に連邦内務省航空管理部（スロバキア語:LS FMV, Letecká správa Federálneho ministerstva vnútra、対外名称・連邦内務省第8管理部）に改組されたのち、1988年、内務省内の国民保安隊航空管理部（スロバキア語:LS ZNB, Letecká správa Zboru národnej bezpečnosti）に移管された。
民主化に伴う国民保安隊解体を受けて1990年に航空管理部は業務ごとに分離され、高官輸送業務は国家航空局（スロバキア語:ŠLÚ, Štátny letecký útvar）に改組。警察航空業務は連邦内務省航空業務庁（スロバキア語:ÚFMV LS, Úrad FMV pre leteckú službu、1990年-1991年）に改組されたのち、連邦警察隊発足に合わせて連邦警察隊航空サービス（スロバキア語:LS FPZ, Letecká služba Federálneho policajného zboru、1991年-1992年）に再編。さらにチェコスロバキア連邦共和国の連邦制解消に伴い、両機関のスロバキア共和国内における業務を再統合して1993年1月1日、スロバキア共和国内務省航空局が発足した。
2005年には内務省直轄から同省の憲法上要人および外交官保護庁に移管されスロバキア共和国内務省憲法上要人および外交官保護庁航空輸送部（OLP, Odbor letecký prepravy ÚODM MV SR）に改称したが、翌2006年には同庁の外局に再編され、旧称のスロバキア共和国内務省航空局（LÚ MV SR, Letecký útvar MV SR zaradenie ÚODM MV SR）に復した。

## 保有機材
（2019年11月現在）